# Беатріче Белявців
Белявців Беатріче Донатівна (лит. Beatričė Beliavciv; нар. 1967, Каунас, Литва) — українська та литовська перекладачка, громадська й культурна діячка, засновниця громадської організації «Східноєвропейське співробітництво» (англ. East European Cooperation, лит. Rytų Europos bendradarbiavimas).

## Життєпис
Народилася у Каунасі, закінчила Вільнюський технічний університет Гедиміна, ще за радянських часів познайомилася з майбутнім чоловіком — Юрієм Белявцівим та від початку 1990-х подружжя мешкає у Львові. Через такі зміни у житті опанувала українську мову й фахово перекладає з рідної литовської на українську та з російської й української на литовську.
Вже живучи у Львові, провадила громадську діяльність, зокрема, у Литовському товаристві. Упродовж багатьох років є відповідальною секретаркою Генерального Почесного консульства Литовської Республіки у Львові. Разом з Генеральним Почесним консулом Литовської Республіки у Львові Віталієм Антоновим, з яким працювала у «Концерні Галнафтогаз», є засновницею Українсько-литовського благодійного фонду ім. Т. Г. Шевченка, який існує з 2001 року.
Була директоркою львівської філії Центру студій європейської інтеграції, заснованого при Інституті міжнародних відносин та політичних наук Вільнюського університету. 2011 року нагороджена орденом «Зірка литовської дипломатії» (Lietuvos diplomatijos žvaigždė) за вагомий внесок у литовсько-українські відносини, відзнаку вручав тодішній міністр закордонних справ Литви Аудронюс Ажубаліс.
2015 року, на тлі Російсько-української війни, започатковує громадську організацію «Східноєвропейське співробітництво» (англ. East European Cooperation, лит. Rytų Europos bendradarbiavimas), яка фінансується з литовських та інших європейських джерел, реалізовує проєкти допомоги переселенцям зі Сходу України та здійснює дослідження й актуалізацію спільної історичної пам'яті Литви і України. Одним з результатів цих досліджень стало відкриття 2018 року Кімнати історичної пам'яті князя Федора Коріятовича у мукачівському Замку Паланок.
Налагоджує співпрацю культурних інституцій, перекладає українською литовську літературу та провадить дослідну діяльність. Була авторкою проєкту «Історичний шлях кримськотатарського народу з Криму до Литви», що триває з 2019 року, коли було видано однойменного 64-сторінкового путівника, який містить довідкову інформацію й туристичний маршрут, укладений згідно із концепцією культурного шляху Ради Європи.
Стала однією з перекладачок у проєкті «Особливі прикмети: 10 розмов про ідентичність» Видавництва Анетти Антоненко, під час якого відтворила українською твори Лаури Сінтії Черняускайте. Восени 2020 року український переклад п'єси «Ковзанка» було використано у львівському Театрі Лесі Українки під час серії перформативних читань «Книжка на сцені».
Має сина Андрія та доньку Єву.

## Переклади з литовської
- Альвідас Шляпікас, «Моє ім'я — Маріте» (Alvydas Šlepikas, Mano vardas — Marytė), видавництво «Брайт Букс», 2016 рік[15][16] ISBN 978-966-2665-99-4
- Іцхокас Мерас, «Нічия триває лише мить» (Icchokas Meras, Lygiosios trunka akimirką), видавництво «Брайт Букс», 2017 рік[17] ISBN 978-617-7418-35-0
- Антанас Шкєма, «Сонячні дні» (Antanas Škėma, Saulėtos dienos), видавництво «Брайт Букс», 2017 рік[17] ISBN 978-617-7418-21-3
- Рімантас Кміта, «Хроніки Південного» (Rimantas Kmita, Pietinia kronikas), Видавництво Старого Лева, 2019 рік[18][19][20] ISBN 978-617-679-668-8
- Лаура Сінтія Черняускайте, «Звільніть золоте лоша; Ковзанка» (Laura Sintija Černiauskaitė, Išlaisvinkit auksinį kumeliuką; Liučė čiuožia), Видавництво Анетти Антоненко, 2020 рік[21] ISBN 978-617-765-445-1
- Дайва Ульбінайте, «Велика президентка маленької країни. Історія Далі Грибаускайте» (Daiva Ulbinaitė, Nustokim krūpčiot. Prezidentė Dalia Grybauskaitė), видавництво «Наш формат», 2021 рік[22] ISBN 978-617-786-674-8
- Юрґа Віле, Ліна Ітаґакі, «Сибірські хайку» (Jurga Vile, Lina Itagaki, Sibīrijas haiku), видавництво «Видавництво», 2021[23] ISBN 978-617-781-833-4